# Raver
Raver es una ciudad y  municipio situada en el distrito de Jalgaon en el estado de Maharashtra (India). Su población es de 27039 habitantes (2011). 

## Demografía
Según el censo de 2011 la población de Raver era de 27039 habitantes, de los cuales 13843 eran hombres y 13196 eran mujeres. Raver tiene una tasa media de alfabetización del 80,21%, inferior a la media estatal del 82,34%: la alfabetización masculina es del 85,02%, y la alfabetización femenina del 75,19%.